# سلطان العجلوني
سلطان طه محمد العجلوني (1 يناير 1974 -). من مواليد المفرق - الأردن. اُعتقل في السجون الإسرائيلية في 13 نوفمبر، 1990 بعد أن اقتحم موقعًا إسرائيليًا بعد أن اجتاز الحدود الأردنية متجهاً إلى فلسطين فقتل أحد جنود شرطة حرس الحدود برتبة رائد وهو المدعو «بنحاس ليفي» -وهو شقيق قائد لواء القدس في الشرطة الإسرائيلية سابقاً «ميكي ليفي».

## دراسته
بدأ بدراسته للثانوية العامة في السجن، وحصل على معدل أهله للانتساب للجامعة، لكن السلطات الصهيونية رفضت انتسابه لجامعة القدس المفتوحة، مما اضطره لإكمال دراسته في جامعة تل أبيب العبرية عن طريق المراسلة ولقد تمكن من الحصول على درجة البكالوريوس في العلوم السياسية والعلاقات الدولية، وعندما باشر بدراسة الماجستير الأنظمة السياسية /ديموقراطيات، مُنع من ذلك.

## مؤلفات
للأسير سلطان العجلوني عدة أبحاث وكتب ما زالت تحت الطبع، منها أبحاث أكاديمية قدمها خلال دراسته للبكالوريوس في العلوم السياسية والعلاقات الدولية في الجامعة العبرية وهي:
1. «عرب الداخل هل يشكلون خطرا ً أمنيا ً على إسرائيل؟ نظرة أكاديمية من وجهة نظر إسرائيلية».
2. الحرب في الإسلام، دراسة مقارنة.
أما الكتب فهي:
1. السهل الممتع.
و هو عبارة عن مختارات شعرية في كل أبواب الفن، تتميز بخلوها من غريب اللفظ وشاذه، وابتعادها عن الفحش والتصبب والخمور، يبتدئ الكتاب بباب «العيون» وينتهي بـ «الوطنيات» في أكثر من عشرين بابا ً.
2. «إضافات: عوائق في وجه النهضة»
يتحدث عن بعض الأبواب الخفية للهزيمة والتبعية، الباب الأول: حول الأمثال الشعبية ودورها في تجسيد حالة الخمول والتبعية تحدث فيها عن الأمثال التي تسهم في تقويض البناء الاجتماعي أو ترفع من شأن عادة سيئة أو تنهى عن المعالي وكذلك التي تحوي ألفاظا ً بذيئة جارحة. أما الباب الثاني: فهو باب الأفكار ويتحدث عن بعض الأفكار التي تساهم في تردي حال الأمة وبقاءها تحت نير التخلف والتبعية من خلال تكريس السلبية والإتكال والخمول. أما الباب الثالث: فهو حول تغييب المرأة عن دورها الاجتماعي والاقتصادي والفكري والسياسي.
3.مسوّدة كتاب لم ينجز بعد حول: الأفكار والمبادئ التي تشكل العقلية الإسرائيلية.
له مقالات كثيرة نشرت في كثيرٍ من الصحف والمجلات العربية، ومنذ قرابة العام منع عن نشر مقالاته.

## نقله إلى سجن قفقفا
نقل إلى سجن قفقفا هو ورفاقة سالم أبو غليون وخالد أبو غليون وأمين الصانع ضمن اتفاقية بين حكومة الجنرال معروف البخيت والحكومة الإسرائلية تنص على إطلاقهم من الأسر بعد أي عملية تبادل أسرى بين إسرائيل وحزب الله فتم الإفراج عنهم في يوم 20 أغسطس، 2008 بعد خروج سمير القنطار لتشابه حالتهم بعد أن قضى في سجن قفقا 13 شهرا.
مع الذكر أنه عقد قرانه على شقيقة الشهيد يوسف الرواشدة الذي استشهد في عملية بطولة في الغور وهو في سجن قفقا حيث كانت الحكومة تمنحهم يوم عطلة أسبوعية.
كان يعمل سلطان العجلوني في وزارة التنمية السياسية الأردنية، قسم الأحزاب والمجتمع المدني ثم قدم استقالته عن ذلك المنصب بفترة وجيزة، ومقدم برنامج «أحرار» على قناة القدس الفضائية.
وقد احتجز لدى السلطات السورية بعد دهسه لأحد مواطنيها في مدينة درعا عن غير قصد، بينما كان يستقل سيارته متوجها إلى لبنان لتصوير عدد من حلقات برنامجه التلفزيوني، وقد تم الإفراج عنه فجر يوم الاثنين بعد أن قام أهل الطفل المتوفى بالتنازل عن حقهم الشخصي .